# Evald Gustafsson
Karl Gustav Evald Gustafsson, född 10 februari 1927 i Hjortsberga församling, Kronobergs län, död 19 september 1993 i Lunds domkyrkoförsamling, var en svensk landsantikvarie.
Gustafsson, som var son till snickaren Karl Gustavsson och Ellen Swärd, avlade studentexamen i Växjö 1948, blev filosofie kandidat vid Lunds universitet 1952 och filosofie licentiat 1955. Han var amanuens och antikvarie vid Riksantikvarieämbetet 1956–1961 och landsantikvarie i Malmöhus län från 1962. Han var styrelseledamot i Svenska museimannaföreningen 1957–1965, sekreterare 1957–1959. Han skrev vetenskapliga artiklar i bland annat Fornvännen och var redaktör från Skånes hembygdsförbunds årsbok från 1962. Gustafsson är gravsatt i minneslunden på Norra kyrkogården i Lund.